# 2018 au Pérou
Cet article présente les faits marquants de l'année 2018 au Pérou.

## Évènements
- 3 janvier : un accident de la route entre un camion et un bus tue 52 personnes[1].
- 21 mars : démission du président Pedro Pablo Kuczynski à la suite d'un scandale de corruption.
- 12 avril : annonce de la découverte de 50 nouvelles Géoglyphes de Nazca[2].
- 13-14 avril : Huitième Sommet des Amériques (es) à Lima au Pérou, sur le thème « la gouvernance démocratique face à la corruption », qui réunit trente-cinq pays du continent. Le président des États-Unis, Donald Trump, prétextant la crise en Syrie, annule sa visite et envoie le vice-président Mike Pence, pour le représenter. C'est la première fois depuis la création de ces rencontres par Bill Clinton en 1994 qu'un président américain n'y prend pas part[3], et, selon le quotidien péruvien El Comercio « cela montre une fois encore le manque d'intérêt du gouvernement américain pour l'Amérique latine. »
- 2 mai : publication des découvertes du site archéologique de Huanchaco.
- 9 décembre : référendum constitutionnel.